# Бурятський державний університет
Бурятський державний університет — вищий навчальний заклад, один з провідних навчальних і наукових центрів Сибіру.
Створений в 1995 році на базі Бурятського державного педагогічного інституту імені Доржи Банзарова і філії Новосибірського державного університету в Улан-Уде.
У складі БДУ працює 6 навчальних інститутів, 7 факультетів і 78 кафедр. В університеті навчається понад 10 тис. студентів, 393 аспіранти і 16 докторантів. Навчання ведеться за 120 напрямами та спеціальностями, в тому числі 109 програмами вищої професійної освіти і 11 програмами середньої професійної освіти. Бібліотека налічує 1 млн 200 тис. томів.
В університеті працюють понад 1100 викладачів, в тому числі 180 докторів наук і професорів, 575 кандидатів наук і доцентів. Серед викладачів 6 членів-кореспондентів державних академій: РАН, РАО, РАМН, а також понад 30 академіків і членів-кореспондентів громадських академій Росії.
Ректор університету — Микола Мошкін, доктор технічних наук, професор.

## Структура

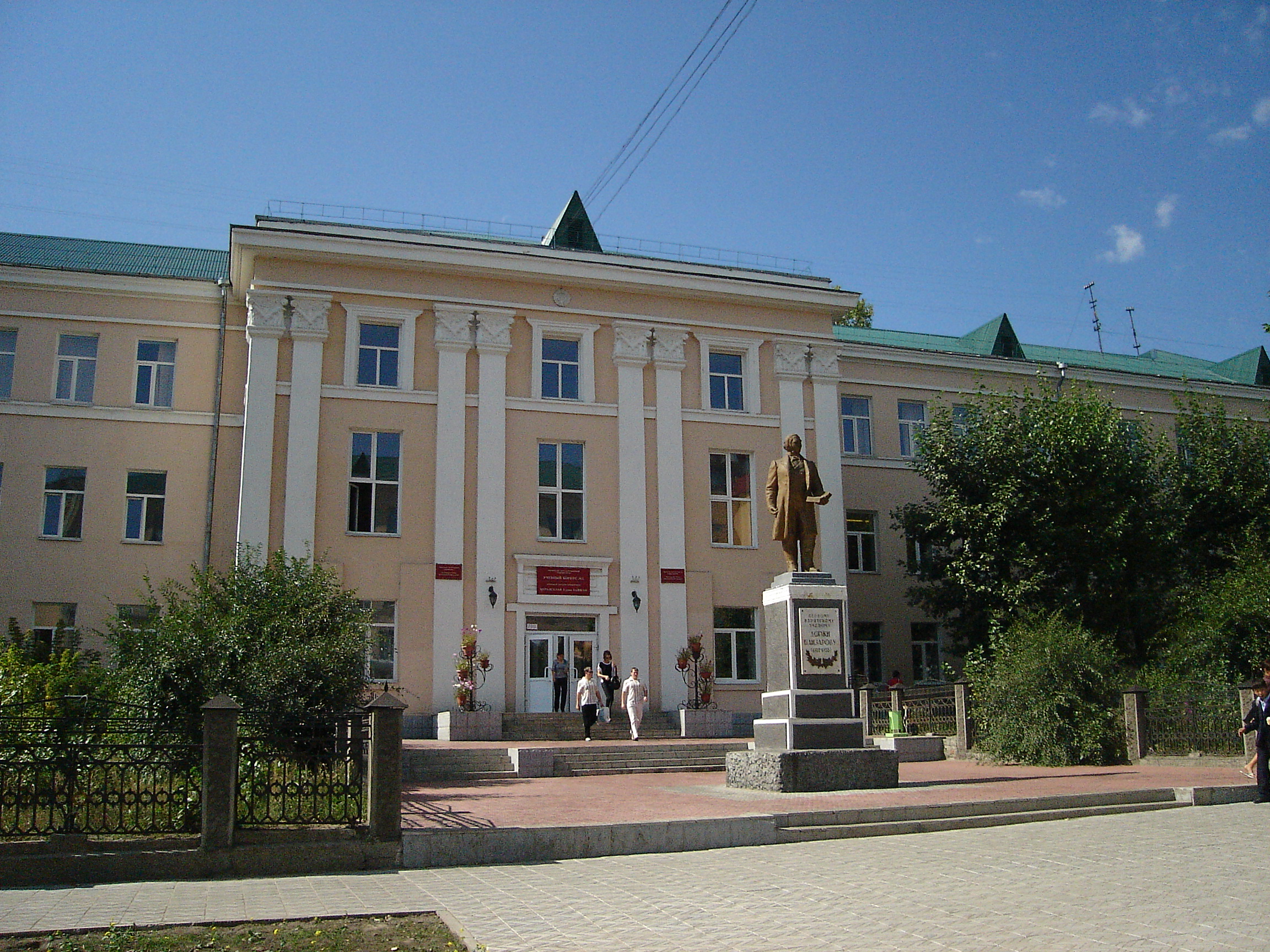
БДУ. Навчальний корпус № 1

### Представництва
- Представництво в КНР

### Наукові підрозділи
- Інститут Внутрішньої Азії
  - Лабораторія культурної антропології
  - Лабораторія синергетичних досліджень цивілізаційної геополітики Євразії
  - Лабораторія порівняльного правознавства в країнах АТР
- Науково-освітній та інноваційний центр системних досліджень та автоматизації
  - Лабораторія спортивної генетики
  - Лабораторія обчислювальної техніки та геоінформаційних технологій
  - Лабораторія системного аналізу
  - Лабораторія методів оптимального керування

До складу БДУ також входять:
- Астрономічна обсерваторія
- Бюро перекладів «Лінгво»
- Інститут Конфуція
- Інститут безперервної освіти
- Відділ дистанційних технологій в освіті
- Науково-дослідна частина
- Відділ аспірантури та докторантури
- Університетський коледж
- Управління довишівської підготовки
- Центр інформаційних систем
- Центр тестування громадян зарубіжних країн з російської мови
- Центр тестування з англійської мови «Pro-English»
- Центр тестування з німецької мови

До складу університетського освітнього комплексу входять 23 загальноосвітні школи Республіки Бурятія, Усть-Ординського й Агинського Бурятських автономних округів, 9 центрів довишівської підготовки, 4 професійні ліцеї, 5 коледжів.

### Наукові школи

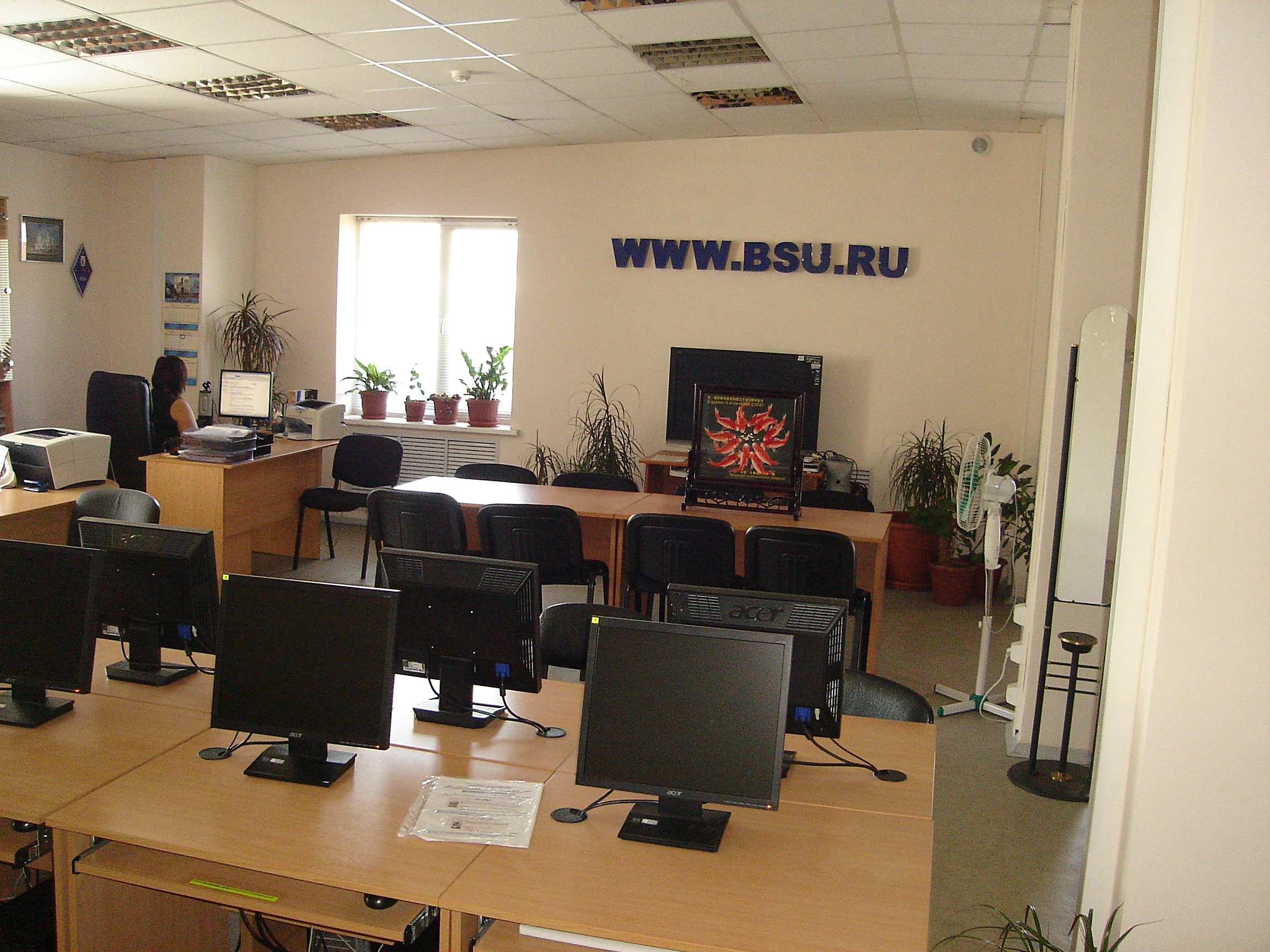
БДУ. Центр дистанційного навчання

Бурятський державний університет входить в число провідних університетів Сибіру і Далекого Сходу, відрізняється високим рівнем осілості наукових кадрів (третє місце в Сибірському федеральному окрузі після Новосибірського і Томського держуніверситетів).
Робота ведеться у 30 сформованих наукових напрямках, 14 з яких включені в «Перелік пріоритетних напрямів розвитку науки, техніки і технологій в Російській Федерації» і «Перелік критичних технологій Російської Федерації». Вища освіта та вишівська наука інтегровані з академічними інститутами Російської академії наук: понад 80 співробітників Бурятського наукового центру РАН працюють в БДУ, у свою чергу 236 випускників університету працюють в БНЦ СВ РАН і 102 — навчаються в аспірантурі наукового центру. 
В університеті склалися наукові школи в галузі фізики конденсованого стану, ботаніки, орнітології, історії, інститут, соціології, філософії, літератури, лінгвістики, педагогіки.
В БДУ ведеться підготовка наукових і науково-педагогічних кадрів з 46 спеціальностей докторантури і аспірантури. Також функціонує інтернатура за 15-ма й ординатура за 4 медичними спеціальностями.
Діють 6 докторських дисертаційних рад:
| Шифр         | Спеціальності |
| ------------ | --- |
| Д 212.022.01 | 09.00.11 — «Соціальна філософія» (філософські науки), 22.00.04 — «Соціальна структура, соціальні інститути та процеси» (соціологічні науки)                                                              |
| Д 212.022.11 | 13.00.01 — «Загальна педагогіка, історія педагогіки й освіти», 13.00.04 — «Теорія і методика фізичного виховання, спортивного тренування, оздоровчої і адаптивної фізичної культури» (педагогічні науки) |
| Д 212.022.05 | 10.02.01 — «Російська мова», 10.02.19 — «Теорія мови» (філологічні науки) |
| Д 212.022.07 | 07.00.02 — «Вітчизняна історія» (історичні науки), 23.00.02 — «Політичні інститути, процеси і технології» (політичні науки)                                                                              |

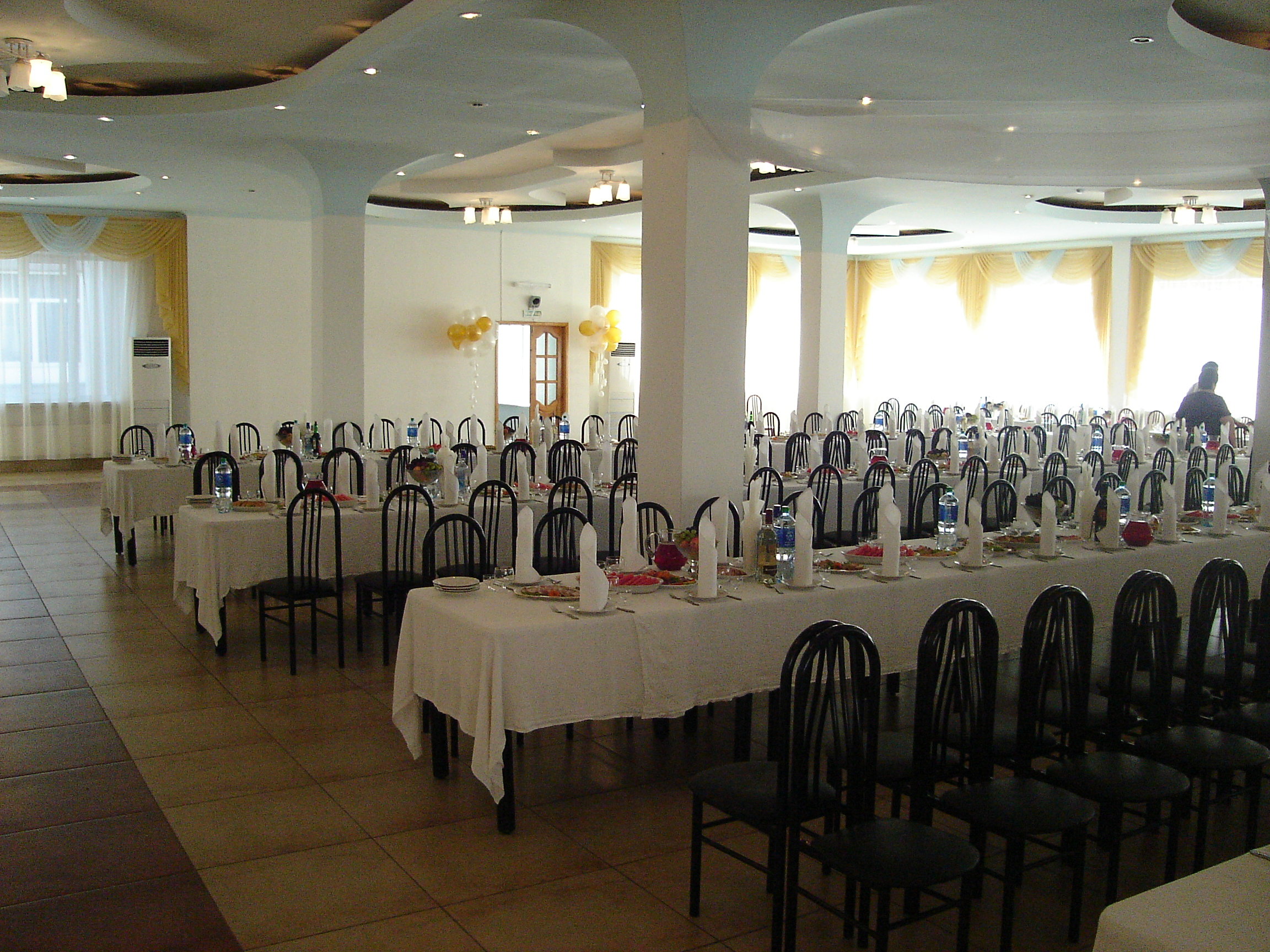
БДУ. Бенкетна зала

| Д 212.022.08 | 13.00.02 — «Теорія та методика навчання та виховання» (монгольські мови, іноземні мови) (педагогічні науки)                                                                                              |
| Д 212.022.10 | 05.13.18 — «Математичне моделювання, чисельні методи та комплекси програм» (фізико-математичні науки, технічні науки)                                                                                    |

### Навчальні та адміністративні корпуси
Університет володіє вісьмома навчальними корпусами й одним технічним.
| Навчальний корпус | Розташування                   | У корпусі розміщені |
| ----------------- | ------------------------------ | --- |
| Головний корпус   | Улан-Уде, вул. Смоліна, 24а    | - Факультет біології, географії і землекористування - Факультет фізичної культури, спорту і туризму - Фізико-технічний факультет - Хімічний факультет - Соціально-психологічний факультет - Видавництво |
| Корпус 1          | Улан-Уде, вул. Ранжурова, 5    | - Інститут математики та інформатики - Інститут економіки й управління - Електронний читальний зал - Відділ дистанційних технологій в освіті - Прес-служба                                              |
| Корпус 2          | Улан-Уде, вул. Ранжурова, 6    | - Інститут філології та масових комунікацій - Історичний факультет |
| Корпус 3          | Улан-Уде, вул. Сухе-Батора, 16 | - Інститут філології та масових комунікацій |
| Корпус 4          | Улан-Уде, вул. Пушкіна, 25     | - Педагогічний інститут |
| Корпус 5          | Улан-Уде, вул. Наукова, 1      | - Виробничі приміщення |
| Корпус 6          | Улан-Уде, вул. Жовтнева, 36а   | - Медичний інститут |
| Корпус 7          | Улан-Уде, вул. Сухе-Батора, 6  | - Юридичний факультет |
| Корпус 8          | Улан-Уде, вул. Ранжурова, 4    | - Східний інститут - Інститут Конфуція - Ректорат - Адміністративно-господарська частина - Наукова бібліотека                                                                                           |

### Наукова бібліотека
Фонд наукової бібліотеки нараховує понад 1,2 млн екземплярів книг. У її структурі є електронний читальний зал з повнотекстовим доступом до бібліотеки дисертацій РДБ, до ресурсів Web of Science, E-library, E-biblioteka.

### Видавництво
Видавництво університету випускає власні і міжвишівські науково-методичні збірники, посібники, монографії та інші видання, в тому числі періодичний журнал «Вісник БДУ», що входить в перелік реферованих видань, рекомендованих ВАК РФ.

### Спортивні та спортивно-оздоровчі споруди
- Стадіон «Спартак»
- Палац спорту «Праця»
- Спортивно-оздоровчий табір «Олімп» на озері Щучому (Селенгинський район Республіки Бурятія)
- Пансіонат і спортивно-оздоровчий комплекс на озері Байкал (с. Максимиха, Баргузинський район Республіки Бурятія)

### Гуртожитки
Університет має в своєму розпорядженні п'ять гуртожитків.

## Академічна співпраця

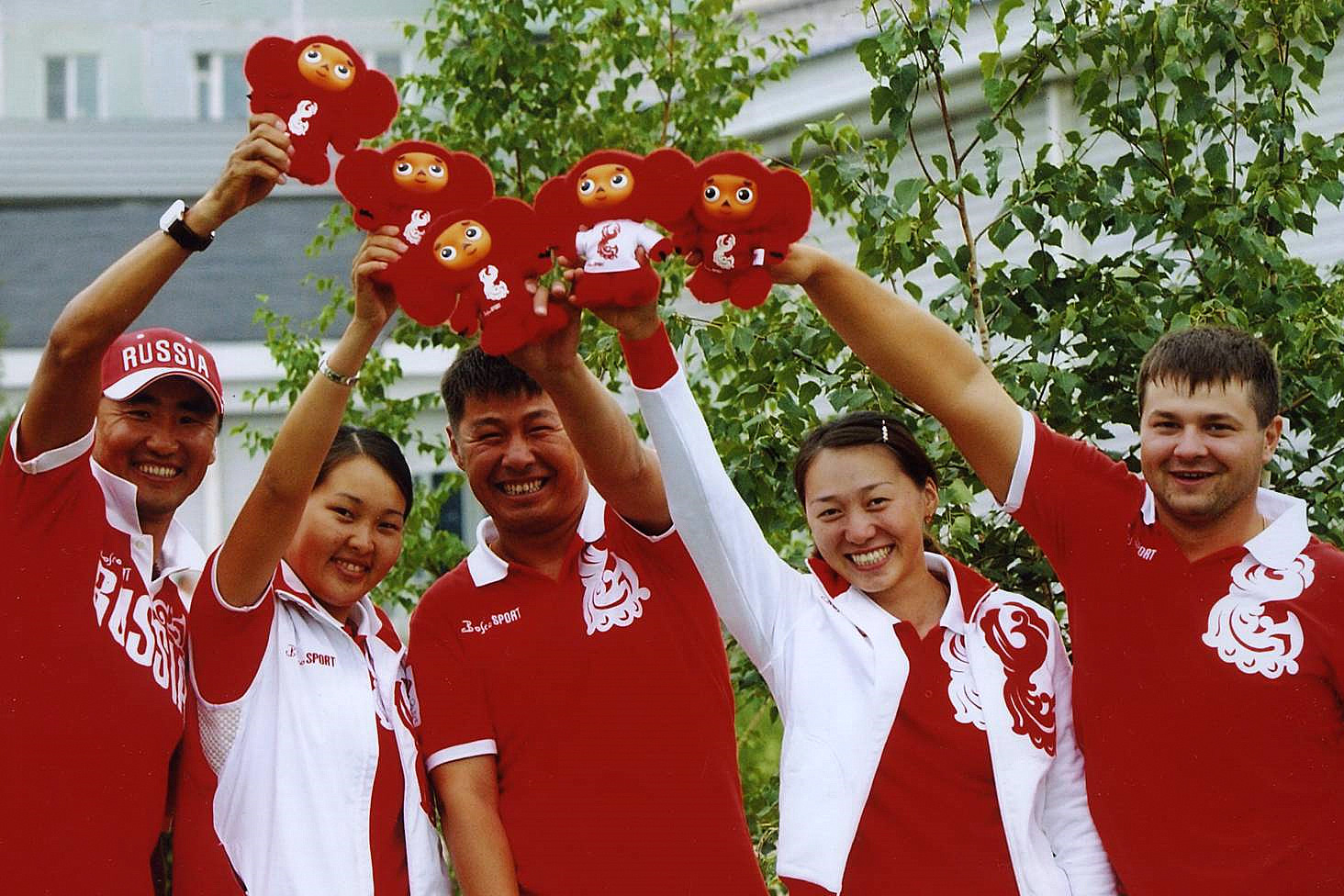
Студенти БДУ — члени олімпійської збірної Росії

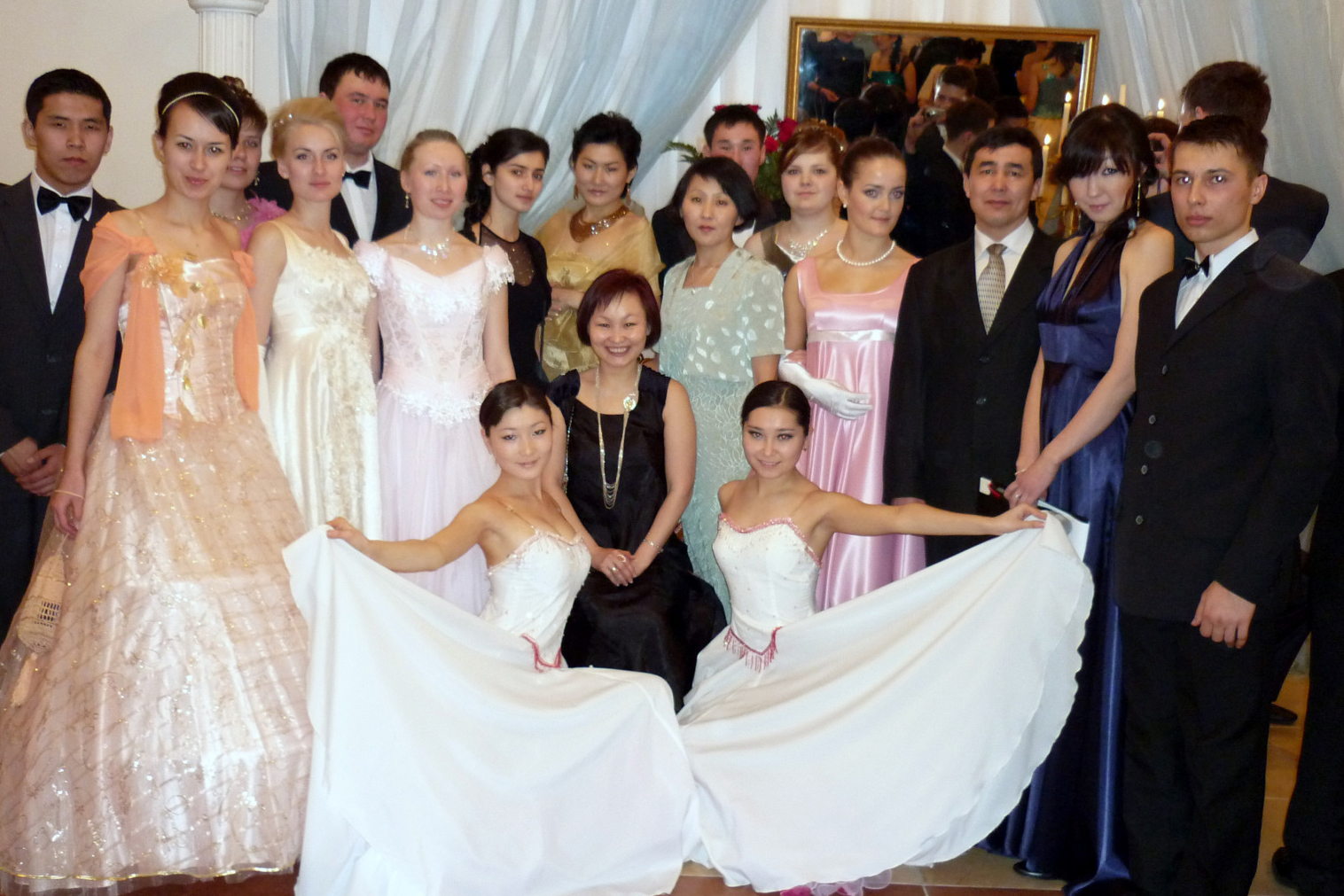
Новорічний ректорський бал в БДУ

Університет підтримує співробітництво в галузі науки, культури і освіти з провідними навчально-науковими центрами Москви, Новосибірська, Іркутська, Томська, співпрацює із закордонними університетами та науковими установами. Укладені довгострокові угоди в галузі науки, освіти і культури з 22 університетами-партнерами з 10 країн світу. Серед них
- Пусанський університет іноземних мов (Пусан, Республіка Корея)
- Національний університет Внутрішньої Монголії (Тунляо, КНР),
- Педагогічний університет Внутрішньої Монголії (Хух-Хото, КНР),
- Цзиліньський інститут російської мови (КНР),
- Монгольський державний університет (Монголія),
- Монгольський державний університет освіти (Монголія),
- Монгольський державний медичний університет (Монголія),
- Інститут германістики Рурського університету (Німеччина),
- Сунчхонський національний університет (Республіка Корея),
- Канвонський національний університет (Республіка Корея),
- Навчальний центр TÖMER (Турецька республіка),
- Факультет спортивної науки Рурського університету (Бохум, Німеччина).

## Відомі професори

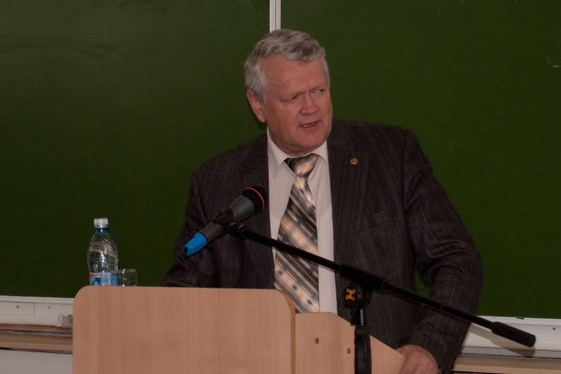
Лекція академіка О. Асєєва

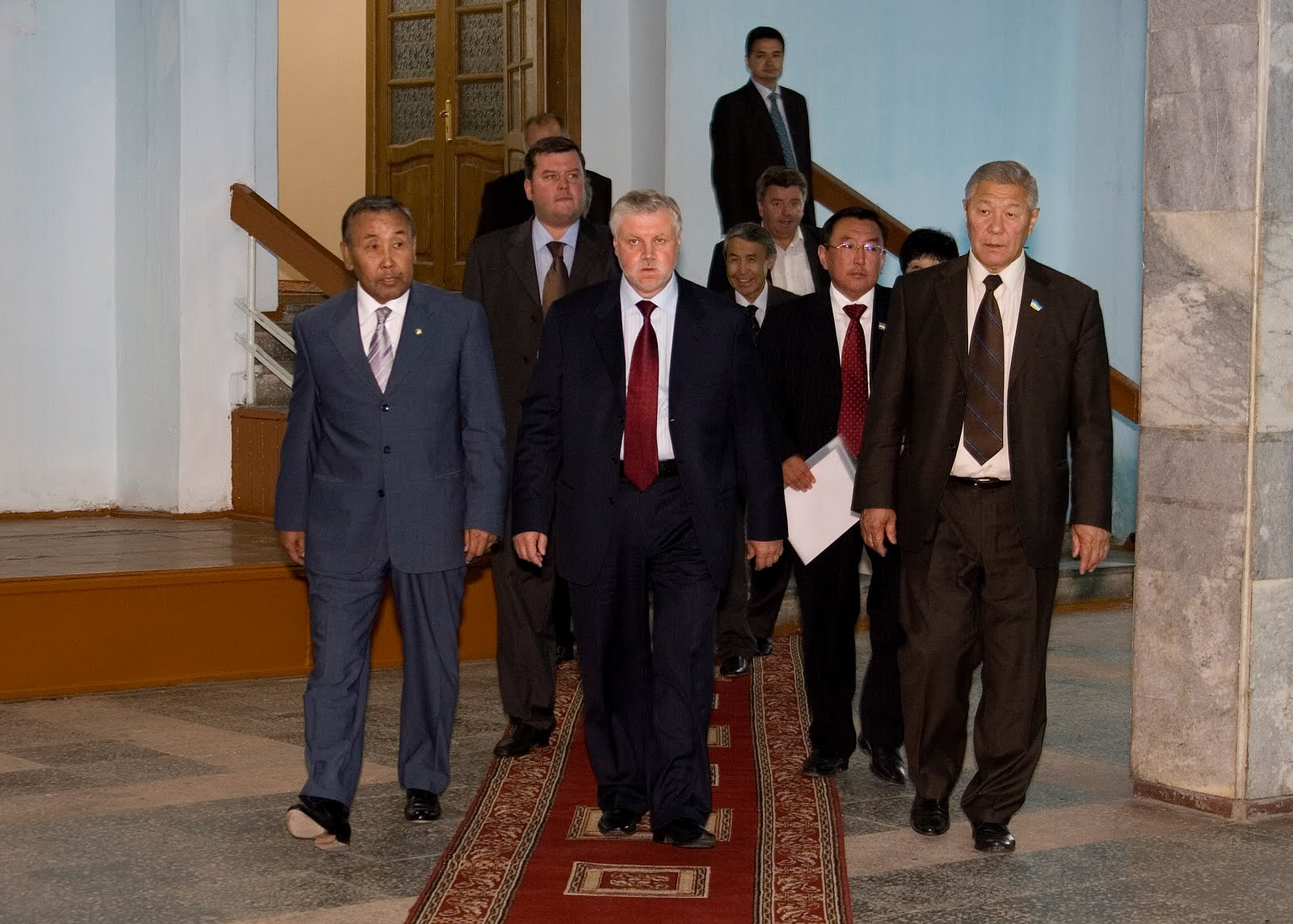
Візит спікера Ради Федерації С. М. Миронова в БДУ

- Олександр Асєєв
- Петро Атутов
- Борис Базаров
- Геннадій Басажв
- Олександр Булдаєв
- Дмитро Бураєв
- Станіслав Васильєв
- Юрій Гармаєв
- Світлана Гармаєва
- Володимир Гурман
- Микола Єлаєв
- Гелій Жеребцов
- Валентин Золхоєв
- Степан Калмиков
- Олександр Карнишев
- Ольга Нечаєва
- Іван Осинський
- Валентин Рассадін
- Юрій Скуратов
- Арнольд Тулохонов
- Єши Цибіков

## Почесні професори
- Олексій Кудрін
- Леонід Потапов
- Дмитро Ліванов[4]

## Відомі випускники
- Олег Алексєєв
- Борис Базаров
- Микола Будуєв
- Любов Волосова
- Алдар Дамдінов
- Інна Івахінова
- Степан Калмиков
- Тетяна Мантатова
- Борис Мироманов
- Валерій Сидєєв

## Критика
Навесні 2015 року в Улан-Уде пройшла серія мітингів протесту проти призначення Миколи Мошкіна виконувачем обов'язки ректора. За повідомленнями ряду ЗМІ учасники, частина яких не була співробітниками університету, намагалися використовувати мітинги як майданчик для виступів проти керівництва регіону. Крім цього, звинувачено окремих керівників структурних підрозділів університету, в наукових роботах яких, на думку експертів спільноти Диссернет, містяться некоректні запозичення.